# Partia Socjalistyczna Robotników i Chłopów
Partia Socjalistyczna Robotników i Chłopów (fr. Parti Socialiste Ouvrier et Paysan) – francuska partia socjalistyczna założona 8 czerwca 1938 roku przez działaczy SFIO skupionych wokół partyjnej frakcji "Lewica Rewolucyjna" wydalonej z partii. 

## Historia
PSPO miała profil marksistowski. Znalazła się w niej grupa trockistów, jednak ideologia organizacji odbiegała od trockizmu, a jej kierownictwo krytykowane było przez Lwa Trockiego. Partia sprzeciwiała się tendencjom reformistycznym i stalinowskim, przez co nie zbliżała się ani do lewicowej SFIO, ani do skrajnie lewicowej PC. Liderem partii był Marceau Pivert.
Trockiści skupieni byli wokół Yvana Craipeau, dziennikarza pacyfistycznego magazynu Lénine. W partii działali też luksemburgiści m.in. René Lefeuvre. Sekcją młodzieżową organizacji była Jeunesses Socialistes Ouvrières et Paysannes (JSOP). 
Partia była członkiem Biura Londyńskiego. 
PSPO została rozwiązana w roku 1940, kiedy powstało Państwo Vichy. Jej działacze przyłączyli się do części Ruchu Oporu związanej z lewicą i skrajną lewicą (m.in. FTPF). W departamencie Rodan działacz PSPO Marie-Gabriel Fugère ps. "Sauvaget" stworzył w 1940 niezależną od SFIO i PC podziemną organizację "Powstaniec" (L'Insurgé). 
Po wyzwoleniu Francji pojawiła się koncepcja odrodzenia PSPO, jednak konflikt wewnętrzny spowodował powrót większości jej działaczy do SFIO. Wśród tych działaczy znalazł się m.in. Marceau Pivert'a (mniejsza część wstąpiła do PCF).